# Василий (Беляев)
Епископ Василий (в миру Павел Ильич Беляев; 1 марта 1870, Старая Русса, Новгородская губерния — не ранее 1931) — епископ Русской православной церкви, епископ Бутурлиновский, викарий Воронежской епархии.

## Биография
Родился 1 марта 1870 года в Старой Руссе Новгородской губернии в семье мещанина.
В 1889 году окончил учительскую семинарию в Новгороде и 5-7 классы духовной семинарии.
В 1890—1897 годы служил учителем в селе Соснинская Пристань Новгородской губернии и в селе Алексеевка Саратовской губернии.
В 1897 году был рукоположён во диакона к церкви в селе Камаевка Саратовской губернии.
В 1902 году рукоположен во священника к церкви в селе Новобелокатай (?) Златоустовского уезда Уфимской губернии.
В 1904 году переведён во Введенский собор Саратова.
В 1905—1906 годы принимал деятельное участие в работе саратовского отделения «Союза русского народа», являлся сподвижником Саратовского епископа Ермогена (Долганёва), сотрудничал в издаваемой им газете «Братский листок».
С 1913 года служил священником в соборном храме города Александрия Херсонской губернии.
В мае 1921 года был арестован в Александрии вместе с 10 прихожанами по подозрению «в участии в контрреволюционной организации», через 11 дней освобожден.
С 1921 года состоял ключарём соборного храма Одессы.
В 1923 году по настоянию обновленческого епархиального управления выслан в город Ананьев Одесской губернии «как лицо, не признавшее обновления», до 25 июля 1924 года являлся настоятелем соборного храма Ананьева.
В 1923 году был дважды арестован: Одесским ОГПУ за венчание, затем в Ананьеве за нарушение подписки о невыезде из Одессы. В совокупности находился под арестом 2 месяца, был оправдан 22 декабря 1923 года.
После захвата храма в Ананьеве обновленцами уехал в Москву, где посетил патриарха Тихона. По благословению патриарха обратился для получения священнического места к Рязанскому и Зарайскому архиепископу Борису (Соколову).
С августа 1924 году служил священником при Казанском храме в Зарайске Рязанской губернии, в апреле следующего года уступил место вернувшемуся из ссылки священнику и был переведён в Спас-Клепиковский собор.
19 июня 1925 года был пострижен в мантию с именем Василий в честь святителя Василия Рязанского. Постриг в Рязанском Троицком монастыре совершил архимандрит Прокл (Кузнецов). 21 июня возведён в сан архимандрита.
По благословению местоблюстителя патриаршего престола Крутицкого митрополита Петра (Полянского) 22 июня наречён, на следующий день хиротонисан во епископа Спас-Клепиковского, викария Рязанской епархии, архиепископом Рязанским Борисом (Соколовым) и епископом Егорьевским Иоанном (Петропавловским).
После ареста архиепископа Бориса в сентябре 1925 года, стремясь избежать собственного ареста, епископ Василий поселился в посёлке Перловка под Москвой.
4 октября того же года, в связи с арестом архиепископа Бориса и двух его викариев (епископов Михайловского Глеба (Покровского) и Раненбургского Мефодия (Абрамкина)), епископу Василию поручено временное управление Рязанской епархией определением митрополита Петра (Полянского).
В послании «рязанскому епархиальному духовенству и всей православной пастве» епископ сообщил о своём назначении и дал распоряжение о поминовении священников, находившихся в заключении. Через месяц епископ Василий вновь обратился к духовенству и пастве с посланием, в котором призывал не принимать «воззвание обновленческих епископов» и сохранять верность находившемуся в заключении каноническому Рязанскому архиепископу Борису.
9 январе 1926 года был арестован, обвинялся в «распространении нелегально издававшегося архиепископом Борисом <…> антисоветского церковного журнала „Циркуляры“ (основным мотивом которого являлось выражение скорби по поводу гонения на Церковь), организации библиотек с подбором антисоветской и контрреволюционной литературы, в принудительном взимании денежных средств с религиозных общин Рязанской губ. на свои личные и нужды нелегального сообщества, организованного Соколовым П. А.,- „Епархиальной канцелярии“, нелегальном присвоении прав юридического лица и вмешательстве в дела религиозных общин Рязанской губ. (способствовал назначению и увольнению служителей культа вопреки воле общин), измышлении и распространении в контрреволюционных целях клеветнических сведений».
Виновным себя не признал.
16 апреля 1926 года постановлением особого совещания при Коллегии ОГПУ приговорен к 3 годам ссылки, наказание отбывал в Сургуте (по др. сведениям, в 1926—1927 годы находился в Соловецком лагере особого назначения, где работал каптером на лесозаготовках).
29 июля 1927 года постановлением особого совещания при Коллегии ОГПУ приговор был изменён: епископ был лишён права проживания в Москве, Ленинграде, Киеве, Харькове, Одессе, Ростове-на-Дону и губерниях, с прикреплением к определенному месту жительства на оставшийся срок.
С 1 августа по 23 сентября 1927 года проживал в посёлке Хэ Обдорского района Тобольского округа вместе с митрополитом Петром (Полянским).
29 октября 1927 года епископ Василий якобы нелегально прибыл в Москву и 11 ноября представил заместителю патриаршего местоблюстителя митрополиту Сергию (Страгородскому) доклад от имени митрополита Петра с одобрением «Декларации» 1927 года. Однако в декабре того же года митр. Петр направил митрополиту Сергию письмо, в котором сообщил, что никаких поручений епископу Василию не давал.
23 декабря 1927 года постановлением Особого совещания при Коллегии ОГПУ срок наказания епископа Василия был сокращён.
В ноябре того же года он уехал в Рязань, затем в Елец, был назначен епископом Елецким, викарием Орловской епархии, в 1929 года освобождён от должности.
С января 1931 года — епископ Бутурлиновский, викарий Воронежской епархии.
Дальнейшая судьба неизвестна, 10 мая 1931 года на Бутурлиновскую кафедру был назначен епископ Мефодий (Абрамкин).
Не упомянут в списке архиереев, составленном митрополитом Серафимом (Александровым) в 1933—1934 годах. По всей видимости, это означает, что его считали умершим